# Phalaenopsis violacea
Espèce
Statut de conservation UICN

 VU  : Vulnérable
Statut CITES
Phalaenopsis violacea est une espèce de plantes à fleurs de la famille des Orchidaceae (les orchidées) et du genre Phalaenopsis originaire d'Indonésie et de Malaisie.